# Fontecchio

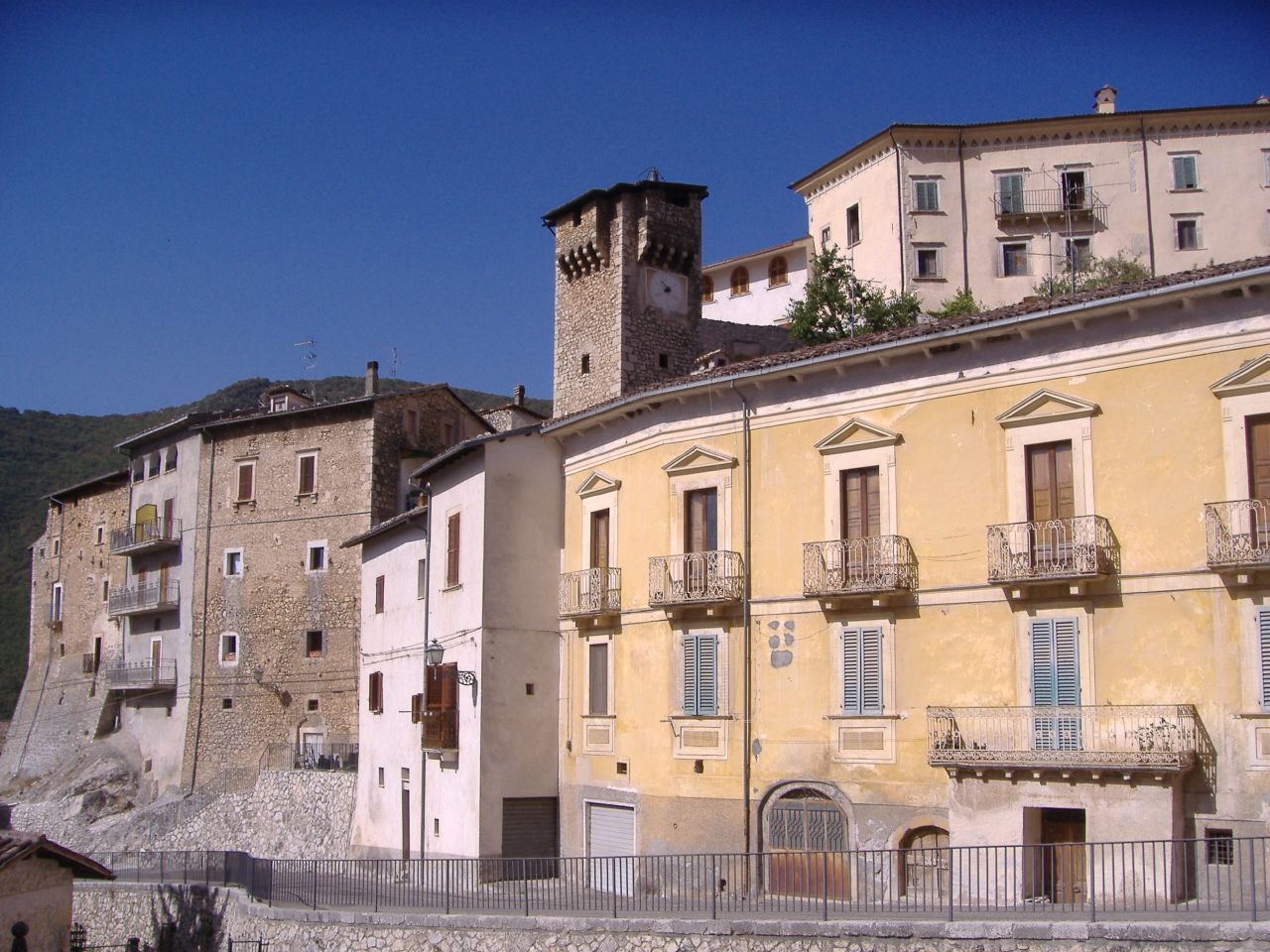
Fontecchio innerorts

Fontecchio ist eine italienische Gemeinde (comune) in der Region Abruzzen und der Provinz L’Aquila und zählt (Stand 31. Dezember 2023) 286 Einwohner. Die Gemeinde liegt etwa 22 Kilometer südöstlich von L’Aquila am Aterno und im Regionalpark Sirente-Velino und gehört zur Comunità montana Sirentina.

## Geschichte
Aus der römischen Antike ist eine Ruine eines Jupitertempels nachgewiesen, auf dessen Fundament die heutige Kirche Santa Maria del Vittoria errichtet wurde. 1703 und 2009 wurde die Gemeinde durch heftige Erdbeben geschädigt.

## Verkehr
Durch die Gemeinde führt die frühere Strada Statale 261 Subequana (heute eine Regionalstraße) von L’Aquila nach Molina Aterno. Ein Bahnhof befindet sich an der Bahnstrecke von Terni nach Sulmona.

## Persönlichkeiten
- Girolamo Pico Fonticulano (1541–1596), Architekt